# Astragalus titanophilus
Astragalus titanophilus är en ärtväxtart som beskrevs av Rupert Charles Barneby. Astragalus titanophilus ingår i släktet vedlar, och familjen ärtväxter. Inga underarter finns listade i Catalogue of Life.